# Santa Cristina de Arões
Santa Cristina de Arões ist eine Gemeinde im Norden Portugals.
Santa Cristina de Arões gehört zum Kreis Fafe im Distrikt Braga, besitzt eine Fläche von 4,0 km² und hat 1550 Einwohner (Stand 19. April 2021).